# Etnopoetyka
Etnopoetyka (od greckiego: ἔθνος – naród; ποιητική – poetyka) – interdyscyplinarna dziedzina badań, która zajmuje się poezją i innymi formami literatury różnych kultur i społeczności. Analizuje ona nie tylko teksty, ale także konteksty, w których te teksty powstają i funkcjonują, uwzględniając specyficzne cechy kulturowe i językowe. Etnopoetyka obejmuje również sposoby zapisu poezji ustnej, biorąc pod uwagę elementy charakterystyczne dla kultury, w której powstało to lub inne dzieło.

## Historia

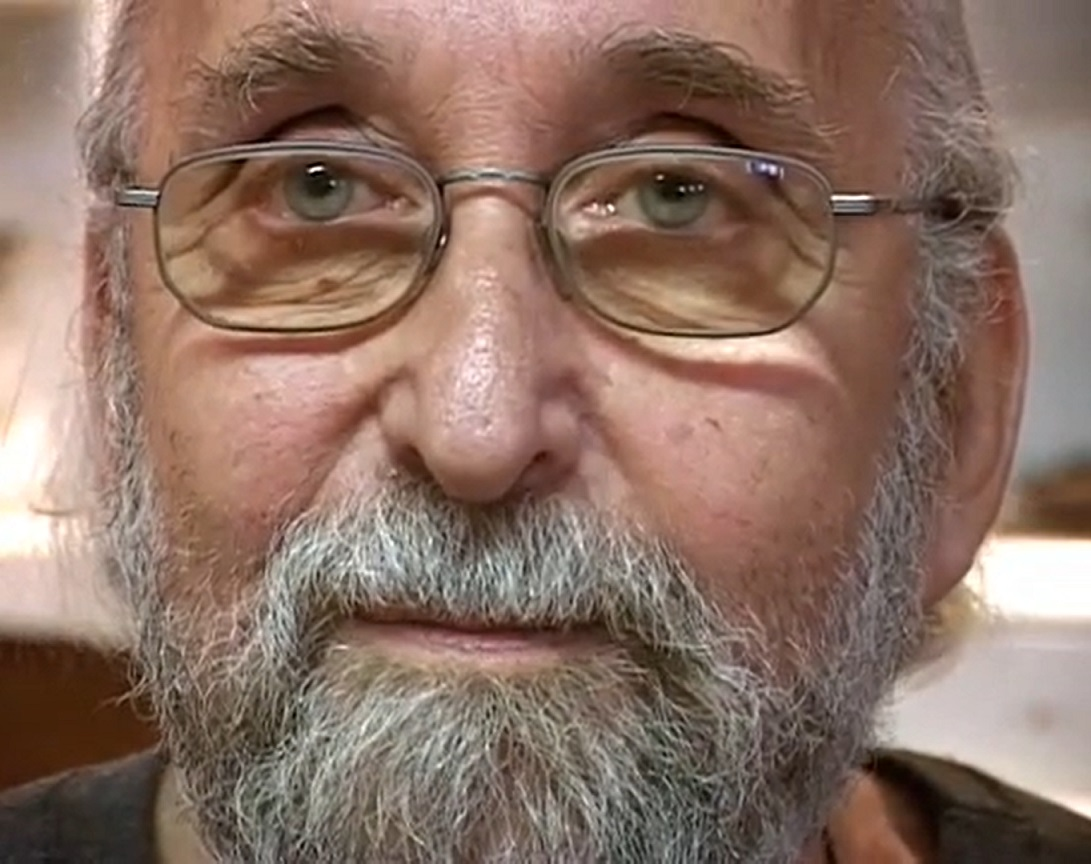
Jerome Rothenberg

Termin "etnopoetyka" został wypracowany pod koniec lat 60. XX w. przez Jerome’a Rothenberga, aby rozwiązać niedociągnięcia w tłumaczeniu ustnych poetyk, szczególnie z kultur rdzennych Amerykanów. Obok takich lingwistów jak Dell Hymes i Dennis Tedlock, Rothenberg dążył do lepszego przekazu istoty i kunsztu ich występów ustnych w formie pisemnej.
Etnopoetyka zyskała na znaczeniu na początku lat 80. XX w.  dzięki wpływowym pracom, takim jak In Vain I Tried to Tell You Della Hymesa z 1982 r. i The Spoken Word and the Work of Interpretation Dennisa Tedlocka z 1983 r.. Przyciągając uwagę różnych dyscyplin, jak np. antropologia, folklorystyka i językoznawstwo, Tedlock i Hymes dodatkowo poszerzyli analizę etnopoetyczną, dążąc do wizualnego zobrazowania cech artyzmu ustnego poprzez pisemne interpretacje.
Na początku XXI w. ta specyficzna interpretacja stopniowo zyskiwała uznanie przez leksykografów, a jej definicja, mimo ograniczenia zakresu semantycznego słów, które tworzą ten termin, znalazła się w encyklopediach i słownikach terminologicznych. W kolejnych latach badania z zakresu etnopoetyki rozszerzyły się poza kulturę rdzennych Amerykanów, obejmując folklor bliskowschodni i żydowski, a także ustne tradycje innych ludów. Doprowadziło to do poszerzenia przedmiotu badań, w wyniku czego obecnie etnopoetykę charakteryzują interdyscyplinarne badania integrujące etnologię, antropologię, folklorystykę, językoznawstwo i literaturoznawstwo.

## Przedmiot badań
Ze względu na to, że etnopoetyka jest dość młodą nauką, przedmiot jej badań jest wciąż w trakcie formowania się, co prowadzi do zmian w zależności od czasu i badacza. Niemniej jednak ogólna idea etnopoetyki pozostaje niezmieniona.
Głównym przedmiotem badań w etnopoetyce są teksty, które są analizowane w kontekście ich oryginalnego języka i kultury. Celem tego jest ustalenie, w jaki sposób poszczególne elementy funkcjonują w kulturowym kontekście danego tekstu. Etnopoetyka twierdzi, że zachodni i zorientowani na kulturę pisarską uczeni często błędnie interpretują poezję kultur "prymitywnych", nie zdając sobie sprawy, że standardy estetyczne nie są uniwersalne. Poezji jednej kultury nie można oceniać lub interpretować na podstawie poezji innej kultury. Zadaniem badacza etnopetyki jest określenie w tekstach konkretnych standardów i cech właściwych dla każdej kultury.
Według Tedlocka każde opowiadanie ustne jest poetyckie. Niemniej jednak poezja nie jest tak postrzegana, gdy opowiadania są przedstawiane jako proza. Jego zdaniem proza istnieje tylko w wersji pisemnej, ponieważ brakuje jej ciszy, oddechu lub pauz, które są najważniejszym aspektem miary poetyckiej w poezji ustnej. To właśnie te pauzy muszą być w jakiś sposób odnotowane w każdej tekstowej reprezentacji takiej poezji.
Natomiast Hymes uważa, że kluczem do etnopoetyki dowolnego tekstu niekoniecznie jest określenie pauz, a raczej zasad jej organizacji. To znaczy konieczne jest rozważenie, dlaczego przerwy są wykonywane w określonych odstępach czasu, nawet jeśli tekst jest nagrany na taśmie.
W swojej pracy "applied ethnopoetics" Jan Blommaert stawia hipotezę, że etnopoetyka może być również wykorzystywana do analizy różnych narracji, zwłaszcza w tzw. obszarach "stosowanych", w których historie określają losy ludzi. Przykładem takich sytuacji może być przesłuchanie policyjne, przesłuchanie sądowe, wywiad podczas ubieganiu się o azyl, procedura ubiegania się o ubezpieczenie społeczne itp.

## Metodologia
Początkowo, gdy etnopoetyka rozwijała się jako odrębna dyscyplina, często stosowano podczas badań system oznaczeń podobny do stylu muzycznego. Był to graficzny system notacji, który reprezentował różne cechy dźwiękowe, np. podziały wierszy dla pauz, kropki między wierszami dla dłuższych pauz, wielkie litery dla głośności, drobny druk dla szeptów lub cichych słów. Gesty, mimika i znaczące reakcje publiczności zostały opisane w nawiasach i przypisach, które zawierały również opisy ogólnej sytuacji opowieści. To właśnie ten system zapisu poezji ustnej był często używany przez Tedlocka podczas badań.
Jedną z metod stosowanych w dzisiejszej analizie etnopoetycznej jest analiza tezaurusów. Metoda ta ma na celu zbadanie semantycznej struktury koncepcji, które kształtują kod kulturowy języka i narodu. Warto dodać, że każda osoba ma swój unikalny tezaurus, który powstaje pod wpływem różnych czynników, takich jak język, edukacja, wyznanie i środowisko społeczno-kulturowe.
Semantyczna struktura koncepcji obejmuje kilka ważnych elementów. Pierwszy składnik to pojęcie, które pokrywa się z leksykalnym znaczeniem słowa. Je można wyjaśnić w słowniku objaśniającym. Drugim składnikiem jest treść mentalna, która jest definiowana przez reprezentacje narodowe i opisywana w ramach językoznawstwa. Ten komponent opisuje, w jaki sposób koncepcje odzwierciedlają wartości kulturowe i postrzeganie świata. Ponadto koncepcje obejmują komponent etniczny, który zależy od stopnia interakcji kultur różnych grup etnicznych, a także komponent intelektualny jako odzwierciedlenie kultury światowej. W ten sposób koncepcje są podstawowymi jednostkami obrazu świata, w których rejestrowane są wartości i stosunek człowieka do otaczającego go świata.
Analiza tekstów poetyckich może również obejmować metodykę semantycznego rozkładu znaczenia na składniki egzoteryczne i ezoteryczne. Znaczenie egzoteryczne odnosi się do wyraźnych, powierzchownych aspektów tekstu, a znaczenie ezoteryczne opisuje głębsze aspekty kulturowe, konceptualne i sytuacyjne.
Można zatem stwierdzić, że metodologia etnopoetyki jest bezpośrednio związana z wybranym przedmiotem badań. Oznacza to, że u zarania rozwoju tej dyscypliny badacze skupiali się bardziej na sposobach rejestrowania poezji ustnej przy zachowaniu jej wyjątkowości kulturowej. Jednak współczesna etnopoetyka zajmuje się również analizą etnicznego składnika już napisanych utworów poetyckich przy użyciu odpowiednich metod.

## Krytyka
Jedną z łagodniejszych krytyk jest złożoność analizy etnopoetyckiej. Wymaga ona głębokiej znajomości oryginalnego języka i kultury, nawet większej niż w przypadku standardowych obserwacji etnograficznych. Ponadto można czytać teksty etnopoetyczne w tłumaczeniu, ale niemożliwe jest przeprowadzenie analizy etnopoetyckiej przetłumaczonych tekstów.
Mniejszym problemem jest również  ryzyko, że taka analiza potwierdzi nieświadomie stereotypowe wyobrażenia o badanych kulturach. Badacze, pomimo najlepszych intencji, wnioskują i wprowadzają do sytuacji kulturowych pewne oczekiwania, które są już w pewnym stopniu ukształtowane. Bez krytycznego dystansu do uprzedzeń etnopoetyka staje się narażona na nieprecyzyjne i nawet lekceważące przedstawienie "prymitywnej" kultury, a następnie na przekazanie fałszywych założeń. Ten problem staje się jeszcze bardziej dotkliwy podczas pracy z ustnie przekazywaną poezją dawnych kultur. Brak bezpośrednich obserwacji skutkuje koniecznością polegania wyłącznie na danych pochodzących z drugiej ręki. Takie problemy mogą zainicjować błędne koło, ponieważ przyszli naukowcy będą opierać się na wątpliwych, stereotypowych wnioskach. Ten problem pokazuje, dlaczego niezbędne jest, aby tłumacz był dogłębnie zaznajomiony z językiem i kulturą badanej grupy.
Jako przykład takiego potencjalnego zniekształcenia można przytoczyć fakt, że każdy zachodni gatunek literacki zawiera zarówno doskonałe, jak i mniej udane przykłady utworów poetyckich. To samo dotyczy ustnych, tradycyjnych gatunków słownych. Jeśli badacz nie rozumie, co ta konkretna kultura uważa za dobrą i złą poezję, istnieje ryzyko przedstawienia całego materiału jako równego, podczas gdy w obrębie tej kultury są rysowane różnice. Etnopoetyka może promować poczucie równości sztuki słownej między różnymi kulturami i uznać, że standardy estetyczne nie są uniwersalne. Jednakże to nie oznacza, że w badanej kulturze nie ma standardów.
Sherman Paul zauważa jeszcze jeden problem, który nigdy nie został w pełni rozwiązany w analizie etnopoetycznej, a mianowicie zaniedbanie ustnej tradycyjnej poezji kobiet. Z kilkoma wyjątkami większość głównych badań etnopoetycznych skupia się na poetach-mężczyznach. Gatunki męskie w wielu tradycyjnych społeczeństwach mogą być bardziej widoczne niż kobiece, ale zdolność do tworzenia wyjątkowej sztuki słownej zdecydowanie nie jest ograniczona przez płeć.
Powołując się na swoje doświadczenie, Steve Reece, przypomina ambiwalentne reakcje studentów na próby Tedlocka i Fine’a w zakresie tekstualizacji ustnych wystąpień rdzennych Amerykanów:

Z jednej strony, studenci krytykowali ich za przesadne deprecjonowanie, a nawet dekonstrukcję pisemnego dyskursu z powodu ich bałwochwalstwa dla wystąpień ustnych. Z drugiej strony, studenci zdali sobie sprawę, że pomieszali oba media, mówione i pisane, nie z powodu arogancji czy ignorancji, ale po to, by uczynić prawdziwie ustne wystąpienie, albo przynajmniej zrozumiały zapis tego wystąpienia, szeroko dostępnym w łatwo rozpowszechnianym medium: tekście pisanym.